# 簗瀬悠紀夫
簗瀬 悠紀夫（やなせ ゆきお、1945年6月25日 - ）は、日本の実業家、銀行家。元名古屋銀行代表取締役頭取。

## 経歴
1945年愛知県に生まれる。1969年に滋賀大学経済学部を卒業後、名古屋相互銀行(現名古屋銀行)入行。名古屋銀行ニューヨーク支店長、取締役東京支店長、常務取締役、専務取締役、取締役副社長を経て、2006年より頭取。2013年に退任し、相談役兼錦成ビル取締役会長。2015年相談役退任。

## 年譜
- 1945年 - 愛知県にて出生
- 1969年 - 滋賀大学経済学部卒業
- 1969年 - 名古屋相互銀行入行
- 1990年 - 名古屋銀行ニューヨーク支店長
- 1994年 - 名古屋銀行取締役東京支店長
- 1996年 - 名古屋銀行常務取締役
- 1999年 - 名古屋銀行専務取締役
- 2003年 - 名古屋銀行取締役副頭取
- 2006年 - 名古屋銀行代表取締役頭取
- 2011年 - 一般財団法人第二地方銀行協会会長（兼任、任期2年間）
- 2013年 - 名古屋銀行相談役、錦成ビル株式会社会長兼社長
- 2015年 - 錦成ビル株式会社取締役会長
- 2016年 - 春の叙勲で旭日中綬章を受章[3]。